# Усть-Озёрное
Усть-Озёрное — село в Верхнекетском районе Томской области России. Входит в состав Катайгинского сельского поселения.

## География
Село находится в северо-восточной части Томской области, в пределах Кетско-Тымской равнины, на правом берегу реки Озёрной, вблизи места впадения её в реку Кеть (628-й км правого берега), на расстоянии примерно 162 километров (по прямой) к востоку-северо-востоку (ENE) от рабочего посёлка Белый Яр, административного центра района. Абсолютная высота — 111 метров над уровнем моря.

## История
Исторический населённый пункт южных селькупов (группа сюссыкум). С.К. Патканов приводит для юрт Усть-Озёрных название Карманы. Основные селькупские фамилии — Сапкараковы, Почины, Мунгаловы, Кармины. В 1897 г.: 3 хозяйства — 19 человек. В 1911 г.: 4 хозяйства — 17 селькупов и 4 русских. Поселение относилось к Лёлькинской инородческой волости Нарымского края.
Основано в 1726 году.
По данным 1926 года в Усть-Озёрных юртах имелось 6 хозяйств и проживало 15 человек (в основном — русские). В административном отношении входили в состав Максимояровского сельсовета Колпашевского района Томского округа Сибирского края.
Около 1950-х гг. в Усть-Озёрном стояли две селькупские землянки-карамо. У местных селькупов первое помещение в карамо называется коррэ́ ма̄т, а внутреннее (жилое) — коннэ́ ма̄т (ма̄т — дом, чум, помещение; коррэ́ — под гору, под откос берега; коннэ́ — на гору, на откос берега).

### Устная история
Старики-селькупы любили рассказывать о находках железных вещей из необыкновенного светлого металла. В юртах Усть-Озёрных нашли, например, в старинной землянке топор-колун из светлого железа без малейших признаков ржавчины. Находили и другие вещи. Говорят, что старинное светлое железо никогда не ржавело.
Летом 1963 года на Кети в юртах Усть-Озёрных Г.И. Пелих записана сказка со слов Николая Измаиловича Кандыкова. Сначала шёл общий разговор о том, что по всей Кети живут сюсюгула, но языки их немного не сходятся», в верховьях и низовьях р. Кети говорят немного иначе, чем в районе юрт Усть-Озёрных. В связи с этим Николай Измаилович вспомнил старинную сказку, в которой рассказывалось, как «три разных племени по Кети пошли». Сначала в сказке говорится о том, как на Кети жили старик со старухой. «Старик рыбу добывал, ходил охотился». У них родились два сына. Когда они выросли, «один сын говорит: «Мы пойдём куда-нибудь в полуденную сторону». Шли день, два... Старик со старухой ждут: нету и нету. Ждут, плачут. Затем родился у них третий сын Кыба́й И́де, он рос не по дням, а по часам, и так быстро, что лоскут меховой рубашки у него в спину врос. Старики скрывали от Кыбай Иде, что у него были 2 старших брата, которые исчезли в полуденной стороне, но он узнал это и отправился искать братьев. По пути на юг Кыбай Иде сначала пришёл к людям, которые коней держали и калачи пекли. Здесь одна старуха дала ему коня, калачик, которым он покормил коня, и сказала: «Это конь твой. Поедешь дальше, там высокая гора будет. Там живет богатырь Чвочен Козай (хозяин земли). Приедешь, на гору сразу не ходи. Лошадь три раза отряхнется, садись и тогда — на гору»... Затем рассказывается о приключениях Кыбай Иде в доме богатыря — хозяина земли, о борьбе с богатырём (Иде помогают выдра и щука), о том, как Кыбай Иде убил богатыря, захватил табуны лошадей, нашёл под горой трупы своих старших братьев и оживил их. На обратном пути через горы братья нашли себе невест и вернулись все вместе домой, где «старуха со стариком подрались из-за огня, затушили они его». Кыбай Иде добывает снова огонь, сыграли свадьбы. «Ну, а теперь, братья, давай уйдём,— младший говорит, — а старик со старухой здесь останутся, а мы пойдём, на мысках будем жить». После этого Кыбай Иде стал жить с женой на богатырском мысу Пачье Макка между юртами Усть-Озёрными и Лукьяновыми. Старший брат ушел в Пынгыри Мочалду (у юрт Урлюковых), а младший брат пошел на мыс Куршу. «Там, где богатыри жили — тропинки остались большие. Никто там не ходит, а тропы есть. Это богатырские дороги».

### Места захоронений
Последние могилы с погребальными домиками были воздвигнуты рядом с Усть-Озёрным приблизительно в начале 1950-х гг. У поселения расположено 2 кладбища. Раньше юрты находились в 2 км от настоящего их места. Тогда хоронили на высоком мысу у впадения в Кеть р. Озёрной. В начале 1970-х гг. новый посёлок, перенесённый сюда с затопляемых мест, вплотную подошёл к территории старинного кладбища, на котором хоронить перестали. Новое кладбище возникло у противоположного конца деревни на берегу реки Озёрной. Остяцкие могилы «с домиками» есть и на старом, и на новом кладбищах. Могильный домик сделан из широких колотых плах, по две плахи с каждой стороны (с поперечной и с продольной). Сверху лежит одна широкая плаха. Внутри надмогильного домика — невысокий песчаный холмик. На нём вдоль могилы лежит тонкая жердь. В боковой нижней плахе с одной стороны прорезано маленькое окошечко.
На старинном кладбище у края мыса есть еще более древние курганные захоронения. А в глубине кладбища, по направлению к деревне, стоят могилы русского типа. Местные жители в начале 1970-х гг.  считали захоронения с деревянными домиками могилами своих предков, помнили, кто и где похоронен. Когда и кем были оставлены курганные могилы, не помнил никто. Одно из курганных захоронений у пос. Усть-Озёрное было раскопано А. П. Дульзоном.

## Население
| 1920 | 2002 | 2010 | 2012 | 2013 | 2014 | 2015 |
| ---- | ---- | ---- | ---- | ---- | ---- | ---- |
| 21   | ↘12  | ↘6   | ↘1   | →1   | →1   | →1   |
| 2021 |      |      |      |      |      |      |
| →1   |      |      |      |      |      |      |

Гендерный состав
По данным Всероссийской переписи населения 2010 года в гендерной структуре населения мужчины составляли 83,3 %, женщины — соответственно 16,7 %.
Национальный состав
Согласно результатам переписи 2002 года, в национальной структуре населения русские составляли 59 %, селькупы — 33 %.

## Селькупское название
Название деревни на среднекетском диалекте южноселькупского языка — Кын Та̄бу, Кында́бу эд, в переводе "реки устье", "деревня устья реки".

## Метеостанция
С 1932 года в селе действовала реперная климатическая труднодоступная метеостанция Усть-Озёрное, а также гидрологический пост на реке Кеть.